# Armèria
Armèria (Armeria) és un gènere de plantes angiospermes de la família de les plumbaginàcies.

## Distribució
Les gairebé 100 espècies d'aquest gènere es troben repartides sobertot a l'hemisferi nord (Europa, nord d'Àsia, part del nord d'Àfrica i nord d'Amèrica del Nord), a l'hemisferi sud només se'n troben a l'extrem sud d'Amèrica del Sud.

## Taxonomia
Dins d'aquest gènere es reconeixen les següents espècies:
- Armeria alboi (Bernis) Nieto Fel.
- Armeria alliacea (Cav.) Hoffmanns. & Link - Candela[3]
- Armeria alpina (DC.) Willd. - Armèria alpina[4]
- Armeria alpinifolia Pau & Font Quer
- Armeria apollinaris Sennen & Mauricio
- Armeria arcuata Welw. ex Boiss. & Reut.
- Armeria arenaria (Pers.) F.Dietr. - Candeles[5]
- Armeria aspromontana Brullo, Scelsi & Sampinato
- Armeria atlantica Pomel
- Armeria beirana Franco
- Armeria belgenciensis Donad. ex Kerguélen
- Armeria berlengensis Daveau
- Armeria bigerrensis (Vicioso & Beltrán) Pau ex Rivas Mart.
- Armeria bourgaei Boiss. ex Merino
- Armeria brutia Brullo, Gangale & Uzunov
- Armeria caballeroi (Bernis) Donad.
- Armeria caespitosa (Ortega) Boiss.
- Armeria canescens (Host) Boiss.
- Armeria cantabrica Boiss. & Reut. ex Willk. & Lange
- Armeria capitella Pau
- Armeria cariensis Boiss.
- Armeria castellana Boiss. & Reut. ex Leresche
- Armeria castrovalnerana Alejandre, Barredo & M.J.Escal.
- Armeria castroviejoi Nieto Fel.
- Armeria choulettiana Pomel
- Armeria ciliata (Lange) Nieto Fel.
- Armeria colorata Pau
- Armeria curvifolia Bertero
- Armeria denticulata (Bertol.) DC.
- Armeria duriaei Boiss.
- Armeria ebracteata Pomel
- Armeria eriophylla Willk.
- Armeria euscadiensis Donad. & Vivant
- Armeria filicaulis (Boiss.) Boiss.
- Armeria fontqueri Pau
- Armeria gaditana Boiss.
- Armeria genesiana Nieto Fel.
- Armeria girardii (Bernis) Litard.
- Armeria godayana Font Quer
- Armeria grajoana Casim.-Sor.Solanas & Cabezudo
- Armeria helodes F.Martini & Poldini
- Armeria hirta Willd.
- Armeria hispalensis Pau
- Armeria humilis (Link) Schult.
- Armeria icarica Edm.
- Armeria johnsenii Papan. & Kokkini
- Armeria langei Boiss.
- Armeria leonis Sennen
- Armeria leucocephala Salzm. ex W.D.J.Koch
- Armeria linkiana Nieto Fel.
- Armeria macrophylla Boiss. & Reut.
- Armeria macropoda Boiss.
- Armeria maderensis Lowe
- Armeria majellensis Boiss.
- Armeria malacitana Nieto Fel.
- Armeria malinvaudii H.J.Coste & Soulié
- Armeria maritima (Mill.) Willd. - Armèria marina[6]
- Armeria masguindalii (Pau) Nieto Fel.
- Armeria mauritanica Wallr.
- Armeria merinoi (Bernis) Nieto Fel. & Silva Pando
- Armeria morisii Boiss.
- Armeria muelleri A.Huet
- Armeria multiceps Wallr.
- Armeria nebrodensis (Guss.) Boiss.
- Armeria neglecta Girard
- Armeria pauana (Bernis) Nieto Fel.
- Armeria pinifolia (Brot.) Hoffmanns. & Link
- Armeria pocutica Pawl.
- Armeria pseudarmeria (Murray) Mansf.
- Armeria pubigera (Desf.) Boiss.
- Armeria pubinervis Boiss.
- Armeria pungens (Brot.) Hoffmanns. & Link
- Armeria quichiotis (Gonz.Albo) A.W.Hill
- Armeria rhodopea Velen.
- Armeria rothmaleri Nieto Fel.
- Armeria rouyana Daveau
- Armeria rumelica Boiss.
- Armeria ruscinonensis Girard - Armèria marina[7]
- Armeria sampaioi (Bernis) Nieto Fel.
- Armeria sancta Janka
- Armeria sardoa Spreng.
- Armeria saviana Selvi
- Armeria seticeps Rchb.
- Armeria simplex Pomel
- Armeria soleirolii (Duby) Godr.
- Armeria spinulosa Boiss.
- Armeria splendens (Lag. & Rodr.) Webb
- Armeria sulcitana Arrigoni
- Armeria tingitana Boiss. & Reut.
- Armeria trachyphylla Lange
- Armeria transmontana (Samp.) G.H.M.Lawr.
- Armeria trianoi Nieto Fel.
- Armeria trojana Bokhari & Quézel
- Armeria undulata (Bory & Chaub.) Boiss.
- Armeria vandasii Hayek
- Armeria velutina Welw. ex Boiss. & Reut.
- Armeria villosa Girard
- Armeria welwitschii Boiss.

### Híbrids
Dins del gènere es reconeixen els següents híbrids:
- Armeria × carnotana Blanco-Dios
- Armeria × cintrana Taul.Gomes
- Armeria × nieto-felineri Rivas Mart. & al.
- Armeria × pilariae Sánchez Gullón, Muñoz Rodr. & Polo Ávila
- Armeria × salmantica (Bernis) Nieto Fel.